# Scopula phyletis
Scopula phyletis är en fjärilsart som beskrevs av Louis Beethoven Prout 1913. Scopula phyletis ingår i släktet Scopula och familjen mätare. Inga underarter finns listade.